# Alessandro Manetti (calciatore)
Alessandro Manetti (Roma, 14 giugno 1972) è un allenatore di calcio ed ex calciatore italiano, di ruolo centrocampista.

## Caratteristiche tecniche
Centrocampista mancino, dotato di buona tecnica e fisicamente esile, era un jolly di centrocampo che poteva essere utilizzato in più ruoli: ha giocato come mezzapunta, esterno (a sinistra o a destra), mezzala e nel finale di carriera come regista. Era rigorista e tiratore di calci di punizione.

## Carriera

### Giocatore

#### Club

##### Gli esordi
Cresce nelle giovanili della Lazio, dove compone il centrocampo titolare con Oberdan Biagioni e Luigi Di Biagio. Esordisce in prima squadra nella partita di Coppa Italia contro il Bologna, il 30 agosto 1989, mentre in campionato non è mai impiegato dal tecnico Beppe Materazzi. Nel 1990 viene ceduto in prestito al Mantova, in Serie C1, dove colleziona 28 presenze nel campionato concluso all'ultimo posto in classifica dai virgiliani; rientrato alla Lazio, vi rimane per l'intera stagione 1991-1992, anche in questo caso senza mai scendere in campo, e nel 1992 passa all'Acireale, con cui ottiene la promozione in Serie B.

##### Verona
Nel 1993 viene acquistato dal Verona, con cui esordisce nel campionato cadetto sotto la guida di Bortolo Mutti, in una formazione comprendente diversi giovani ed elementi delle serie inferiori. Disputa tre campionati di Serie B da titolare, diventando anche il primo rigorista della squadra. Con gli scaligeri ottiene la promozione nel campionato di Serie B 1995-1996, concluso al secondo posto, e viene riconfermato anche per la stagione successiva, nella quale debutta nella massima serie il 27 agosto 1996, sul campo del Milan. Realizza il suo primo ed unico gol in Serie A il 16 febbraio 1997, contro la Fiorentina, con un calcio di punizione nei minuti di recupero della partita.
La stagione termina con penultimo posto e la retrocessione; rimane al Verona anche per le due annate successive, e nel campionato 1998-1999 è impiegato da titolare da Cesare Prandelli. Nel gennaio 1999 viene ceduto al Genoa in cambio di Marco Piovanelli, a causa del mancato rinnovo del contratto in scadenza. Lascia il Verona dopo aver disputato 171 partite di campionato con 8 reti.

##### Genoa e Venezia
Nel Genoa, allenato da Luigi Cagni (che lo aveva già avuto a Verona), viene impiegato sulla fascia destra, giocando con continuità anche nella stagione 1999-2000. Nel campionato 2000-2001 perde il posto da titolare, entrando in concorrenza con Giovanni Stroppa per il ruolo di mezzapunta; il dualismo prosegue anche nella stagione successiva, nella quale Franco Scoglio esclude inizialmente Manetti dalla rosa per scelta tecnica. A settembre viene reintegrato in rosa, e conclude la stagione da titolare, dopo la sostituzione di Scoglio con Claudio Onofri.
Al termine del campionato, in scadenza di contratto, si accorda con il Venezia, sempre in Serie B. Nella prima stagione colleziona 25 presenze in campionato, ed è tra i pochi giocatori riconfermati anche per il campionato successivo. Sotto la guida di Angelo Gregucci ritrova il posto da titolare, e contribuisce con 38 presenze alla salvezza dei lagunari, dopo aver vinto i play-out contro il Bari, nei quali viene espulso durante la gara di ritorno. Chiude l'esperienza veneziana con 63 presenze in campionato, e nell'estate 2004 è nuovamente svincolato.

##### Il finale di carriera
Viene ingaggiato dal Padova, insieme all'ex compagno di squadra nel Venezia Maurizio Rossi; qui Renzo Ulivieri lo utilizza come alternativa a Cristian La Grottería nel ruolo di mezzapunta. Il rendimento di Manetti è inferiore alle attese, e a fine stagione lascia i biancoscudati dopo aver totalizzato 18 presenze in campionato.
Nell'agosto 2005 scende in Serie D, all'Alessandria, dove rimane per due stagioni condizionate da un grave infortunio al ginocchio. Nel settembre 2007 passa al Derthona, voluto da Felice Tufano che lo aveva già allenato ad Alessandria; qui incontra diverse difficoltà, a causa di un rendimento negativo e per problemi di collocazione tattica. Nel novembre 2007 si infortuna nuovamente al ginocchio, e al termine della stagione si ritira dall'attività agonistica.
In carriera ha totalizzato complessivamente 27 presenze ed una rete in Serie A e 301 presenze e 12 reti in Serie B.

#### Nazionale
Conta 4 presenze nella Nazionale Under-18, durante la sua militanza nella Primavera della Lazio.

### Allenatore
Nella stagione 2010-2011 subentra al dimissionario Maurizio Crovetto sulla panchina del Borgorosso Arenzano, squadra militante nel girone A della Serie D con la quale retrocede in Eccellenza terminando al penultimo posto in classifica. Con i liguri ottiene in totale 6 vittorie, 7 pareggi e 20 sconfitte in 33 gare.
Il 18 luglio 2011 ottiene l'abilitazione ad "Allenatore professionista di seconda categoria – Uefa A".
Nel 2015 ha guidato la Rappresentativa "Giovanissimi" ligure.
Nella stagione 2018-2019 subentra a dicembre alla guida nuovamente dell'Arenzano, portando la squadra a disputare i play off, terminati però alla prima gara con la Sestrese.

## Palmarès

### Giocatore

#### Competizioni nazionali
- Serie B: 1

Verona: 1998-1999